# Schlacht um Berlin (Dokumentarfilm)
Schlacht um Berlin ist ein Dokumentarfilm aus dem Jahr 1973, der die Schlacht um Berlin sowie die unmittelbare Zeit danach dokumentiert.

## Inhalt
Der Film beginnt mit dem Luftangriff auf Berlin vom 31. Dezember 1944, einem Angriff mittlerer Stärke. Über das Radio behauptete Adolf Hitler, dass der nationalsozialistische Staat die Städte in wenigen Jahren wieder neu errichten würde. Im Anschluss werden Bilder des zerstörten Berlins gezeigt sowie der damalige Berliner Kriegsalltag beschrieben, um im Anschluss detailliert auf den Vormarsch der Alliierten auf Berlin einzugehen.
Die gescheiterte Ardennenoffensive verzögerte den westlichen Vormarsch um ungefähr einen Monat, was für Berlins späteres Schicksal möglicherweise mitentscheidend war. Mitte Januar durchbrachen die sowjetischen Truppen die geschwächte Ostfront und standen schon Anfang Februar mit einem Brückenkopf an der Oder bei Küstrin, sechzig Kilometer vor Berlin. Die sowjetischen Truppen graben sich zunächst an der Oder ein. Mitte März besucht Hitler ein letztes Mal die Ostfront, danach blieb er, bis zum Ende in seinem Berliner Bunker. Seit Ende März marschierten Amerikaner und Briten in Deutschland ein. Zielrichtungen der westlichen Truppen waren neben Berlin auch Hamburg, Sachsen und Süddeutschland. Am 12. April überquerten die US-Truppen südlich von Dessau die Elbe und bilden bei Barby (Sachsen-Anhalt) einen Brückenkopf. Ein bereits ausgearbeiteter Vormarschplan für die 9. US-Armee auf Berlin kam danach nicht zur Ausführung, da General Eisenhower Berlin für unwichtig hielt und er zu große Verluste bei einer Schlacht um die deutsche Hauptstadt befürchtete. Die US-Truppen warteten stattdessen das Eintreffen der sowjetischen Truppen ab. Berlin blieb dennoch Luftangriffsziel amerikanischer und britischer Bomber. Vom 1. Januar bis zum 20. April, in 110 Tagen, erfolgten 123 Luftangriffe auf Berlin. In den letzten Wochen suchte die Berliner Bevölkerung tage- und nächtelang Schutz in den Bunkern. Zahlreiche Berliner Wohnungen und auch Kirchen und Krankenhäuser wurden zerstört. 50.000 Berliner wurden Opfer des Luftkrieges. In Berlin lebten zu dieser Zeit auch noch untergetauchte Juden und politisch Verfolgte, die Angst vor ihrer Entdeckung und Ermordung haben mussten. Noch am 18. April wurden in Plötzensee 30 politische Häftlinge hingerichtet.
An der Oder vollendete die sowjetische Armee den letzten Aufmarsch für die Schlacht um Berlin. Am 15. April erfolgte die letzte Lagebesprechung vor dem Angriff über die Oder. Die Einsatzbefehle für die kommende Nacht wurden sodann ausgegeben. Das Kräfteverhältnis zwischen den sowjetischen und deutschen Einheiten stand zehn zu eins. Auf deutscher Seite standen nur 250.000 Menschen zur Verteidigung Berlins zur Verfügung. Der letzte Rekrutenjahrgang der Wehrmacht war zuvor frühzeitig eingezogen worden. Der sogenannte Volkssturm war eingerichtet und mit Panzerfäusten bewaffnet worden. Die erste weißrussische Armeegruppe unter Marschall Schukow und die erste ukrainische Armeegruppe Marschall Konew begannen schließlich mit den Vorstoß auf Berlin. Fünf Tage nach Beginn des Angriffs, am, 21. April, standen Schukows und Konews Armeegruppen in den Berliner Vororten Bernau, Werneuchen, Strausberg, Buckow (in der Märkischen Schweiz), Müncheberg und Erkner. Derweil wurde in Berlin der Fall Clausewitz ausgegeben. Berlin wurde zur Frontstadt. Der Verteidigungsplan für Berlin sah eine äußere Sperrzone vor, die zum besagten Zeitpunkt längst zu großen Teilen überrannt worden war. Eine äußere Verteidigungszone, welche das eigentliche Stadtgebiet umfasste, deren Grenzen Wasserwege, Straßen und Bahndämme bildeten. Das Regierungsviertel, in der Mitte der Stadt, wurde Zitadelle genannt, obwohl ein Festungscharakter gänzlich fehlte.

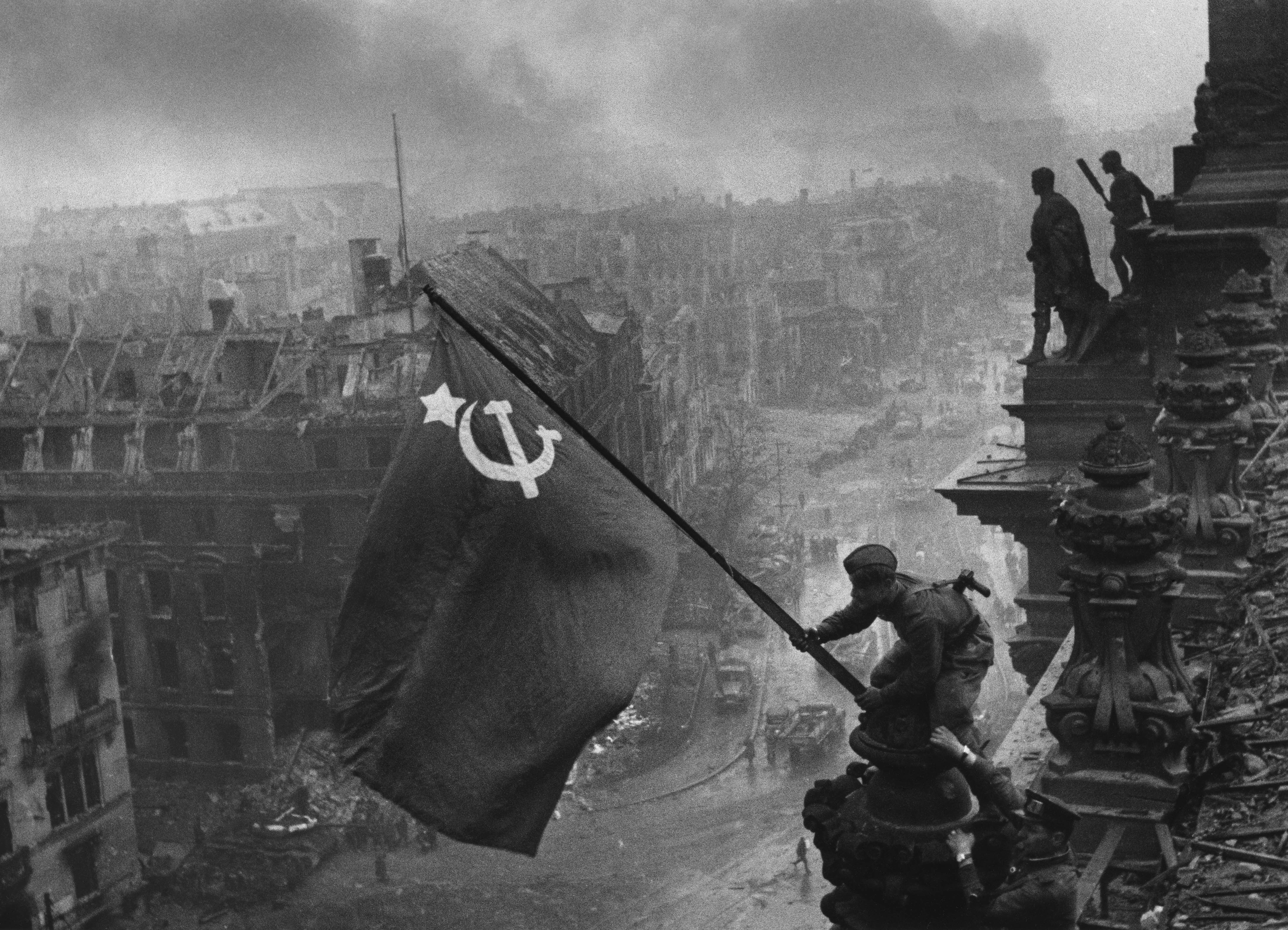
Gestellte Szene sowjetischer Soldaten, auf die im Film hingewiesen wird.

Ein Tag nach Hitlers Geburtstag, am 20. April, erfolgte der unmittelbare Angriff auf die Stadt, in welcher 2,5 Millionen Menschen lebten. Nicht einmal 100.000 Mann, von denen nur ungefähr die Hälfte reguläre Soldaten waren, sollten das besagte Stadtgebiet gegen 1,5 Millionen Rotarmisten verteidigen. Bereits am 25. April waren große Teile Berlins besetzt, nämlich Tegel, Reinickendorf, Wittenau, Weißensee, Hohenschönhausen, das Gebiet nördlich und östlich des Schlesischen Bahnhofs, Treptow, Adlershof, Rudow, Mariendorf, Britz, Lankwitz, Lichterfelde und Zehlendorf. Kurz darauf wurde bei Ketzin, nordwestlich von Potsdam, der Ring um die Stadt durch die sowjetischen Einheiten geschlossen. Berlin war eingekesselt. Der Reichsführer SS und Chef der Deutschen Polizei, Heinrich Himmler, der die deutschen Frauen in dieser Zeit aufforderte, hartnäckige Feiglinge mit dem Scheuerlappen zur Front zu hauen, gelang es aus der Frontstadt Berlin zu flüchten. Am 27. April waren Spandau, Blankenfelde, Siemensstadt, der Görlitzer Bahnhof, Neukölln, Tempelhof mit dem Flughafen Berlin-Tempelhof, der Botanische Garten, Dahlem besetzt. Am 28. April folgte die Besetzung des Westens und Nordens Charlottenburgs bis zur Bismarckstraße, der Westteil von Moabit, der Ostteil von Schöneberg, Friedenau sowie Grunewald. In den besetzten Straßenzügen beginnt das Aufräumen. Sowjetische Soldaten verteilen Lebensmittel. Gleichzeitig kommt es zum Teil zu Vergewaltigungen durch sowjetische Soldaten. Am 29. April wurden der Bahnhof von Moabit, der Anhalter Bahnhof, der S-Bahnhof Hohenzollerndamm sowie der S-Bahnhof Halensee von sowjetischen Soldaten eingenommen. Zu schweren Kämpfen kam es offenbar auch in Wilmersdorf. Der Vormarsch der sowjetischen Truppen verlangsamte sich, die Soldaten wollten so kurz vor Kriegsende nicht noch erschossen werden. Es folgten Häuserkämpfe im Stadtzentrum. Am 30. April, dem Tag, als Hitler Selbstmord beging, wurden ganze Teile von Wilmersdorf, der S-Bahnhof Westkreuz sowie zweihundert Häuserblocks im Zentrum besetzt. Zeitgleich wurde der Reichstag erobert. Die Sieger stellen später die Erstürmung des Reichstags für die Filmkameras nachträglich nach, die wahre Erstürmung bei Nacht wurde nicht gefilmt. Am 1. Mai feierten die sowjetischen Soldaten den Ersten Mai, weshalb sie nur „nebenbei“ kämpften. Ein Tagesbefehl Stalins wurde den sowjetischen Soldaten verlesen, welche bald darauf auf den Straßen zu feiern und zu tanzen begannen. Am selben Tag verhandelte General Krebs im Auftrag Joseph Goebbels’ erfolglos hinsichtlich einer Waffenruhe. Goebbels und Krebs nahmen sich schließlich im Bunker der Reichskanzlei das Leben. Aber danach wurde noch weiter geschossen. In der Nacht zum 2. Mai kapitulierte der Kampfkommandant Berlins, General Helmut Weidling. Die Hauptakteure sind tot oder sind geflohen. Doch auch Himmler starb bald nach seiner Flucht. Als die Briten ihn in Norddeutschland aufspürten, nahm dieser sich mit Gift das Leben. Noch versuchten deutsche Einheiten im Osten des Landes sich über die Elbe, in die von den westalliierten kontrollierten Gebiete, zurückzuziehen, weshalb die sowjetische Armee noch bis zur bedingungslosen Kapitulation der Wehrmacht kämpfen musste. Die Bedingungslose Kapitulation der Wehrmacht erfolgte am 8. Mai in Reims, womit der Krieg in Europa endete. Am 9. Mai wurde auf Wunsch der sowjetischen Seite die Kapitulation der Wehrmacht in Berlin-Karlshorst wiederholt.

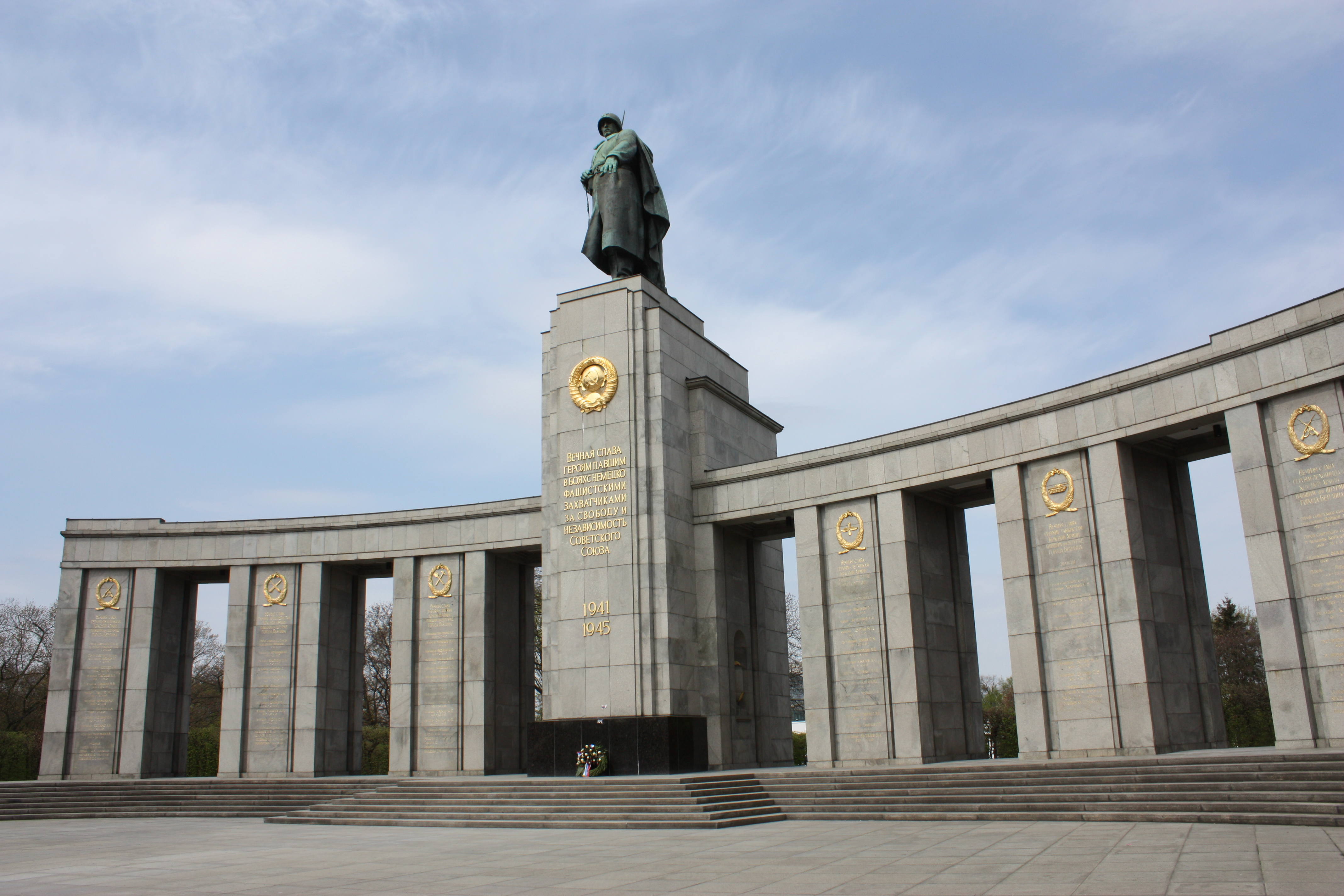
Das Sowjetische Ehrenmal in Berlin, dass an die Schlacht um Berlin erinnert, wird ebenfalls im Film gezeigt.

Für zwei Monate waren die Sowjets die alleinigen Herren über Berlin. Langsam begann in Berlin wieder so etwas ein Alltagsleben. Berliner Trümmerfrauen begannen den Schutt wegzuräumen, denn die Männer waren zum Großteil noch nicht wieder da. Am 14. Mai fuhr die erste U-Bahn wieder. Am 16. Mai fuhr erstmals wieder eine Straßenbahn. Ein Strom von weit über eine Million Flüchtlingen aus dem Osten setzt ein, denn Berlin lag auf der Verkehrsroute westwärts. Bleiben durften diese Flüchtlinge nicht, sie erhielten in Berlin zwar etwas zu essen, mussten aber danach innerhalb von 24 Stunden weiterziehen. Bald darauf wurde Berlin unter eine Viermächteverwaltung gestellt. Die Westmächte, US-Soldaten, britische und französische Soldaten zogen in Berlin ein. 60 % der Fläche Berlins, mit knapp zwei Dritteln der Bevölkerung, wurden von den Westmächten besetzt. Im Juli begann die Potsdamer Konferenz. Am siebten September fand anlässlich des Sieges über Japan in Berlin eine gemeinsame Parade der vier Alliierten statt. Am 11. November wurde das Sowjetische Ehrenmal im Berliner Tiergarten eingeweiht. Die Spannungen zwischen den Westmächten und der Sowjetunion nahmen nach dem Jahr 1945 immer weiter zu. Noch kurz vor Weihnachten 1945 hatten die Amerikaner erwogen, die gesamte Bevölkerung ihres Berliner Sektors nach Westdeutschland zu evakuieren, da die Lage Berlins ihnen hoffnungslos erschien. Der Plan wurde fallengelassen, die Westalliierten blieben, anders als die Sowjetunion sich erhoffte, in Berlin präsent.

## Hintergrund
Für die Produktion des Dokumentarfilms der Chronos Media wurde aus zahlreichen US-amerikanischen, britischen wie auch deutschen Archiven Material beschafft. Bei der Produktion wirkten Irmgard von zur Mühlen sowie Hans J. Reichhardt beratend mit. Der 1973 veröffentlichte Film mit dem englischen Verleihtitel „Battle of Berlin“ wurde zur Oscarverleihung 1974 in der Kategorie Bester Dokumentarfilm nominiert, gewann jedoch nicht. Später wurde er auf VHS und DVD veröffentlicht.